# 中断起飞
在航空术语中，中断起飞、拒絕起飛（rejected takeoff，缩写RTO）或中止起飞（aborted takeoff）指飞机起飞过程中决定中止起飛。决定中断起飞可能有很多原因，但通常是怀疑或遭遇实际的技术故障，例如起飞时发生压缩器失速等引擎故障。
中断起飞通常仅在飞机速度低于决定起飞速度（V1）前执行，对于大型飞机，该速度在每次起飞前计算。在决定起飞速度之下时，飞机应该能在跑道末端前安全停止。如果超过决定起飞速度仍中断起飞，飞机可能会超出跑道，因此通常不会在超出该速度时仍中断起飞，除非有理由怀疑飞机的继续飞行能力。如果超过V1时发生或怀疑存在严重故障，但飞机仍可继续飞行的，飞机仍将继续起飞，但将尝试尽快着陆。
单引擎飞机发生引擎故障时通常会中断起飞而不论速度如何，因为没有继续飞行的动力。即使飞机已经升空，如果有足够的跑道长度，则可能继续在跑道上直线前行。这也可能适用于一些轻型双引擎飞机。
在起飞环节开始前，飞机的自动制动系统（如果有且可用）将被设为RTO模式。如果油门在起飞期间减少到怠速或反向推力，自动制动系统将自动应用最大刹车。

## RTO测试
中断起飞（RTO）测试通常被认为是飞机在其认证试验中必须经历的最难测试之一。RTO测试在最恶劣条件下试验：完全磨损的制动器、最大起飞重量，以及不使用推力反向器。在RTO测试期间，飞机的大部分动能通过刹车转化为热能，这可能导致輪胎的易熔塞融化而导致它们洩气。只要在五分钟内不会蔓延到飞机上（机场消防员的最大可能到达时间）小型的制动器火灾是可以接受的。